# もっと兼本さん宅
『もっと兼本さん宅』（もっとかねもとさんたく）は、2006年5月からMTVジャパンで放送されていたオリジナルテレビアニメである。
前身は、2001年にMTVで放送された『兼本さん宅』。現在、年末年始特別企画として、石川テレビのイメージキャラクター「石川さん」が兼本さん宅に登場する特番が3回にわたって放送された。

## 放送時間
- MTV 毎週木曜深夜0:54頃（放送終了）
  - 年末年始特別企画 12月20日、1月17日、1月24日に放送
- 石川テレビ 2006年11月頃放送開始、（放送終了）
  - 毎週月～木曜深夜0:35～0:45（編成によって時間変更あり）[1]

## 備考
1. ↑  石川テレビで放送開始となったのは、上記のコラボ企画が関連しているものと思われる。